# Rigaer Straße
La Rigaer Straße (rue de Riga) est une rue de Berlin en Allemagne.

## Situation et accès
Elle est située à Berlin-Friedrichshain entre Bersarinplatz à l'ouest et la gare Frankfurter Allee à l'est, et est parallèle à la Frankfurter Allee au sud, et croise la Liebigstraße, la Proskauer Straße, la Pettenkoferstraße, la Samariterstraße, la Voigtstraße et la Schleidenplatz.

## Origine du nom
Elle porte ce nom en référence à la capitale lettone Riga.

## Historique
À l'origine, pendant la période d'urbanisation, deux rues étaient connues sous le nom de Rues 58 et 58a de la division XIII/2. Par la suite, elles ont été renommées : la partie ouest est devenue « Eckartsbergstraße » et la partie est, proche de la gare, « Rigaer Straße ». Le 24 juin 1893, l'ensemble de la rue a été officiellement nommé « Rigaer Straße ».

## Bâtiments remarquables et lieux de mémoire
Plusieurs bâtiments de la rue sont placés sous protection du patrimoine. Au no 8 se tient l'ancienne Realschule Liebig, qui est aujourd'hui un centre médical, au no 9 et 10 se tient la église Galilée (de) et au no 81/82 le lycée Heinrich-Hertz (de).
En outre, on peut voir les plaques commémoratives du résistant Fritz Riedel (1908-1944) au 64 et du théologue protestant Ernst Ranke (1814-1888) au 94 de la rue. L'écrivain Theodor Plievier a du reste résidé à la Rigaer Straße 68 vers 1924.
La Galiläakirche est une église protestant de la congrégation Galilée (référence à la région éponyme) de l'Église protestante Berlin-Brandebourg-Haute Lusace silésienne. Elle a été construite en 1909 dans un style néogothique, historiciste et moderne par les architectes August Dinklage et Ernst Paulus. Depuis le 9 novembre 2009, l'église abrite une exposition de la Hedwig-Wachenheim-Gesellschaft e.V. sur les jeunes issus de la culture punk et rock qui s'opposèrent au régime de la RDA entre 1948 et 1989, trouvant refuge dans cette même église.

### Scène autonome

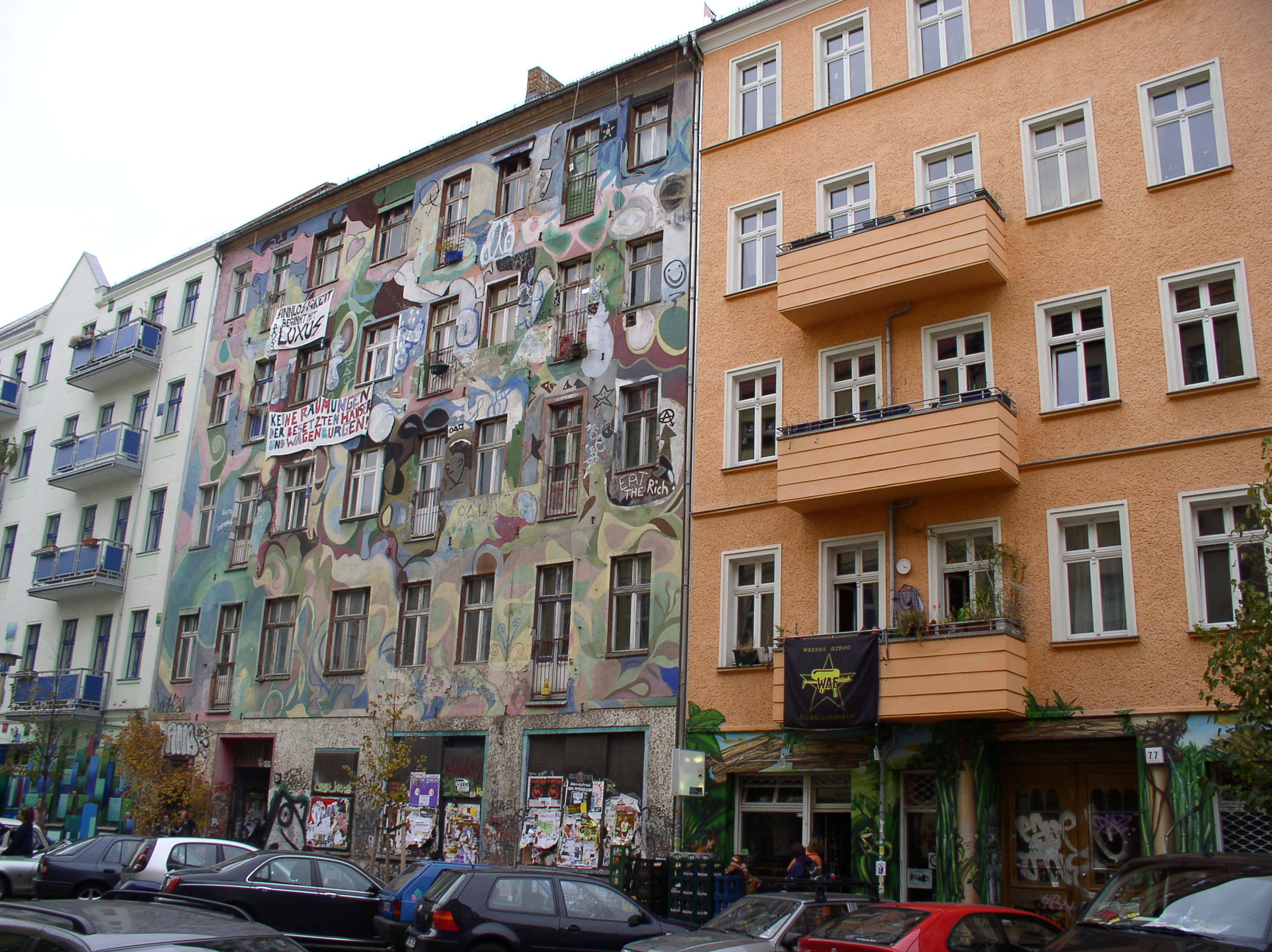
Une communauté libertaire dans la Rigaer Straße.

Les immeubles de la Rigaer Straße alternent ancienne et récente construction. Dans le mouvement d'occupation de Berlin-est par des squatteurs à la suite de la chute du mur au début des années 1990, la Rigaer Straße est particulièrement connue par le nombre de communautés libertaires et/ou autonomes qui y ont pris place, surtout depuis les expulsions dans la Mainzer Straße en 1990. Certaines ont été légalisées comme au 94 et d'autres ont été évacuées.
Dans un de ses rapports en 2013, l'office fédéral de protection de la constitution allemand a conclu que « la Rigaer94 peut être décrite comme l'institution centrale de la scène autonome berlinoise encline à la violence » et qu'on y trouvait le « noyau dur des extrémistes de gauche ». Le SEK y a déjà fait une perquisition. Certains graffitis inscrits sur la façade, comme ailleurs dans la rue sont « résistance aux flics, à l'État et à la répression » ou « ACAB ».
Aujourd'hui de nombreuses communautés proposent concerts et repas végétalien à prix libre, comme le Fischladen au 83, Abstand au 78 ou X-B-Liebig à la Liebigstraße 34 au coin avec la Rigaer Straße.

### Écoutes policières
Après une tentative d'incendie délibérée d'une automobile garée dans la rue le 24 novembre 2009, les autorités ont forcé des opérateurs de téléphones mobiles de livrer à la police les enregistrements de 13 téléphones portables du quartier. La nouvelle, révélée par un blog, a provoqué des polémiques dans la sphère politique berlinoise.